# Смерть Пратимы Гаонкар
Смерть Пратимы Гаонкар, индийской пловчихи, произошла 9 октября 2001 года. Она была найдена мёртвой в колодце в Гоа. Причиной назвали самоубийство, которое она совершила из-за раскрытия информации и публичных обсуждений результатов теста на определение пола, выявившего, что она была интерсекс-человеком. Сообщается, что Гаонкар шантажировали.
За три месяца до смерти она выиграла серебряную медаль в эстафете 4×400 метров на чемпионате Азии среди юниоров по лёгкой атлетике в Брунее. Ранее она побила все рекорды штата Гоа в своей дисциплине[какой?].
После её смерти внимание средств массовой информации и репортажи были агрессивными, и на пресс-конференции подробно обсуждалось её тело. Публичный дискурс, окружавший её смерть как интерсекс-спортсменки, привёл к сравнению её с Дути Чанд и Кастер Семеня.